# Horebeke
Horebeke é um município belga localizado na província da Flandres Oriental. O município é constituído pelas vilas de Sint-Kornelis-Horebeke e Sint-Maria-Horebeke. Em 1 de Julho de 2006 Horebeke tinha uma população de 2.013 habitantes, uma superfície total de 11,20 km² correspondendo a uma densidade populacional de 180 habitantes por km².